# Coup de dés
 (février 2017).
Si vous disposez d'ouvrages ou d'articles de référence ou si vous connaissez des sites web de qualité traitant du thème abordé ici, merci de compléter l'article en donnant les références utiles à sa vérifiabilité et en les liant à la section « Notes et références ».
Coup de dés est le premier jeu télévisé diffusé sur RTL-TVI du 12 septembre 1987 à 1994 et animé par Alain Simons avec la participation d'Olivier Jadot.  
La dernière émission fut une émission spéciale plus longue diffusée en access prime-time.

## Principe
Dans cette émission, deux équipes composées de deux personnes (en général un couple) s'affrontent à tour de rôle en participant à certaines épreuves (ex : Les colles, La bonne note, Le zenraid...). 
Lors des épreuves, chaque bonne réponse donne lieu à une certaine quantité d'argent (3000 francs jusqu'en 1993, 2000 jusqu'en 1994).
L’équipe qui a totalisé le plus d'argent à la fin de l'émission remporte la partie et peut participer à la finale.

## Fin du jeu
Lors de la finale, l'équipe gagnante doit lancer un dé (d'où le nom de l'émission) pour tenter de gagner la cagnotte.
Si le dé tombe sur le logo RTL-TVI (une seule face possède ce symbole) l’équipe remporte la cagnotte mais peut décider de revenir si elle juge ses gains insuffisants. Dans le cas contraire, l'équipe devra retenter sa chance en participant une nouvelle fois a l'émission (le montant gagné par l'équipe est alors rajouté à la cagnotte).

## Records
Le couple, Marc et Nicole, détenant le record du nombre de participations, a joué 22 fois et gagné la somme de 993.000 FB. La plus grosse cagnotte s'élève quant à elle à 1 437 000 francs.